# Hohe Marter (metropolitana di Norimberga)
La stazione di Hohe Marter è una stazione della metropolitana di Norimberga, posta sulla linea U2.

## Storia
La stazione di Hohe Marter venne attivata il 27 settembre 1986, come parte della tratta seguente da Schweinau a Röthenbach.

## Interscambi
- Fermata autobus[2]